# 1509
1509 (MDIX) a fost un an comun al calendarului iulian, care a început într-o zi de luni.

## Evenimente
- 2 februarie: Bătălia de la Diu: Portughezii înfrâng o coaliție formată din indieni, musulmani și italieni.
- 21 aprilie: Henric al VIII-lea devine rege al Angliei și Lord al Irlandei (până în 1547) după moartea tatălui său, Henric al VII-lea. Din 1541 a abandonat titulatura de Lord al Irlandei.
- 14 mai: Bătălia de la Agnadello: Francezii înving pe venețieni.
- 11 iunie: Henric al VIII-lea se căsătorește cu Caterina de Aragon.
- 24 iunie: Henric al VIII-lea și Caterina de Aragon sunt încoronați ca suverani ai Angliei.
- 10 septembrie: Cutremurul din Constantinopol distruge 109 moschei și ucide circa 10.000 persoane.
- 11 septembrie: Diogo Lopes de Sequeira atinge țărmurile pensinsulei Malacca, traversând astfel Golful Bengal.

### Nedatate
- Distrugerea Mănăstirii Bistrița (Vâlcea) de către domnitorul Mihnea Vodă.

## Nașteri
- 10 iulie: Jean Calvin, reformator religios francez (d. 1564)

## Decese
- 21 aprilie: Henric al VII-lea al Angliei  (n. 1457)
- dată necunoscută: Shen Zhou pictor chinez (n. 1427)